# Sydafrika i olympiska sommarspelen 1936
Sydafrikanska Unionen deltog med 32 deltagare vid de olympiska sommarspelen 1936 i Berlin. Totalt vann de en silvermedalj.

## Medalj

### Silver
- Charles Catterall - Boxning, fjädervikt.